# عزرا فوغل
عزرا فوغل (بالإنجليزية: Ezra Feivel Vogel)‏ هو مؤرخ وكاتب أمريكي، ولد في 11 يوليو 1930 في ديلاوير في الولايات المتحدة.